# Ramsei-Sumiswald-Huttwil-Bahn
Die im Jahre 1908 gegründete Ramsei-Sumiswald-Huttwil-Bahn (RSHB) ist eine ehemalige Eisenbahngesellschaft in der Schweiz. Sie war Eigentümerin der Strecke Ramsei–Huttwil. Die RSHB ging am 1. Januar 1944 in den Vereinigten Huttwil-Bahnen (VHB) auf, die später mit der EBT und der SMB zum Regionalverkehr Mittelland fusionierten und heute zur BLS AG gehören. Die Streckennetz der RSHB wird nur noch teilweise regelmässig betrieben.

## Geschichte

### Vorgeschichte

Eröffnungszug am 1. Juni 1908 in Wasen, geführt von einer Ed 3/4

Im April 1857 erteilte das eidgenössische Amt für Verkehr die Konzession für den Bahnbau Neuenstadt–Luzern. Die vorgesehene Streckenführung entsprach ab Bern der ursprünglichen Postkutschenroute Bern–Gümligen–Worb–Bigenthal–Lützelflüh–Sumiswald–Huttwil–Sursee–Luzern. In der entscheidenden Abstimmung im Parlament wurde dann aber der Linie Bern–Konolfingen–Langnau der Vorzug gegeben.
Im Laufe der Zeit wurden im Emmental verschiedene Bahnlinien gebaut. Noch immer war aber die Postkutsche die einzige öffentliche Verkehrsverbindung nach Sumiswald. Die Einwohner verspürten erneut den Drang, ans Bahnnetz angeschlossen zu werden.
Erste konkrete Konzessionsgesuche für die Bahnlinie gingen 1890 beim Grossen Rat ein, allerdings waren beide aufgrund ihrer ungünstigen Trasseführung chancenlos gegenüber dem dritten, 1891 eingereichten Gesuch. Darin hiess es: „Diese Linie, welche das emmentalische Eisenbahnnetz vervollständigen und in Verbindung mit den projektierten Eisenbahnen Huttwil–Wollhusen und Konolfingen–Thun …  zum Abschluss bringen würde, wäre nicht nur geeignet, eine grössere Zahl bis dahin isolierter Ortschaften dem allgemeinen Verkehr zu erschliessen …, sondern es würde dadurch namentlich auch die allernächste Schienenverbindung eines grossen Teiles des Oberaargaues, des Kantons Luzern und des unteren Emmentals mit …  Verkehrszentren wie Bern, Burgdorf, Langnau, Thun, Langenthal und Luzern zustande gebracht.“ Das Projekt scheiterte jedoch an den fehlenden Geldmitteln.

### Planung und Bau

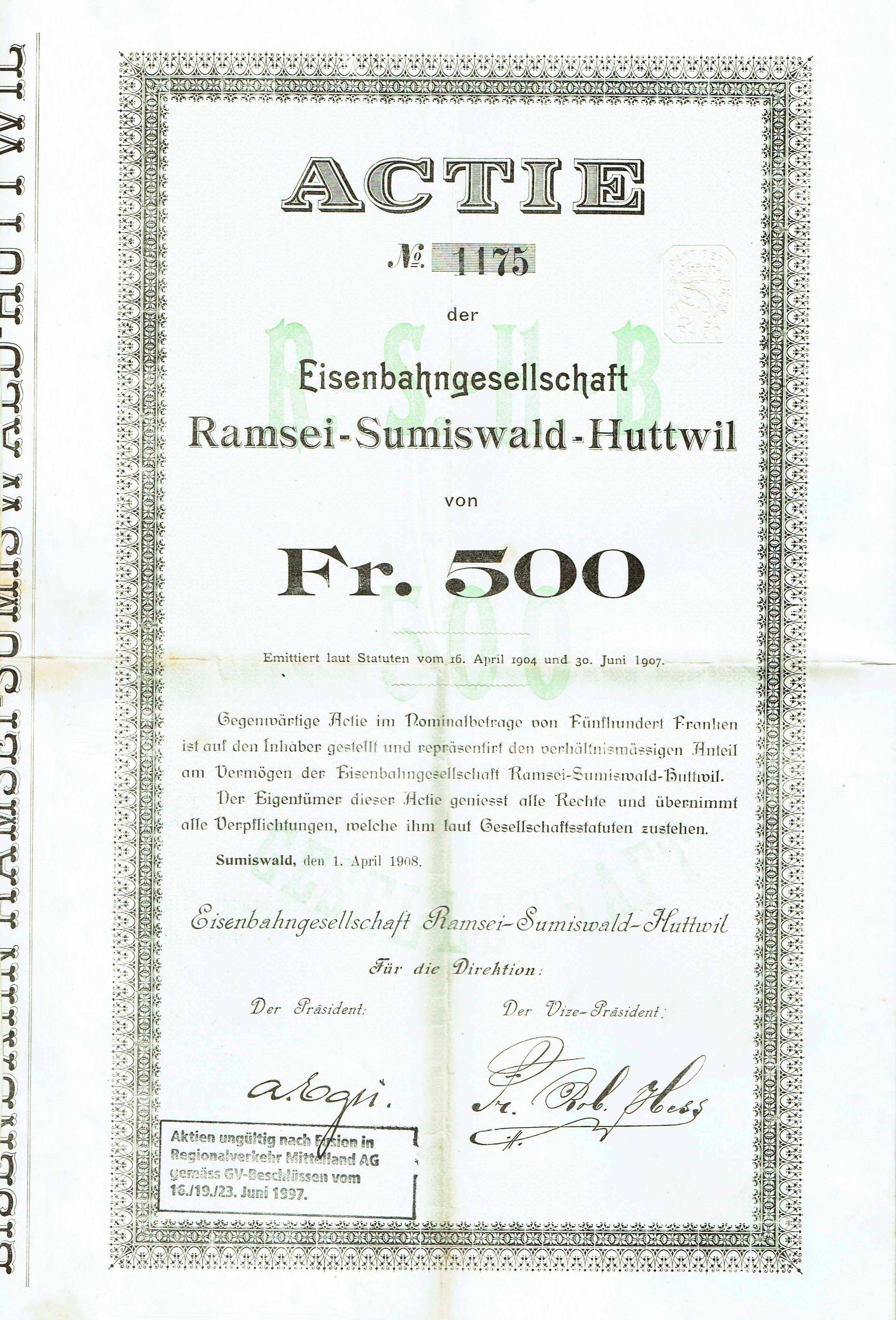
Aktie über 500 Franken der Eisenbahngesellschaft Ramsei–Sumiswald–Huttwil vom 1. April 1908

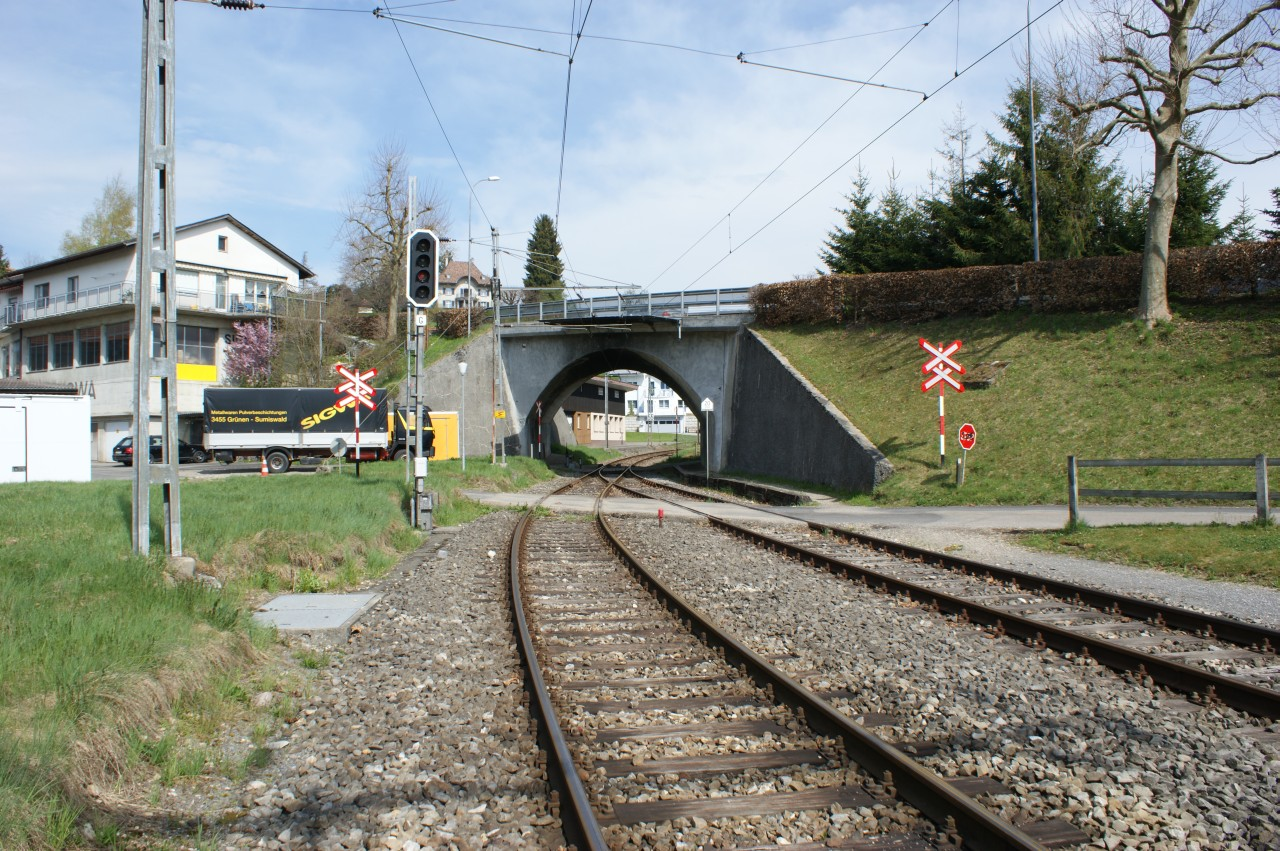
Bahnhof Sumiswald-Grünen, Ausfahrt Richtung Wasen;
über die Brücke führt die Hauptstrasse von Grünen nach links zum höher gelegenen Dorf Sumiswald.

Eine weitere Eingabe erfolgte im Frühjahr 1897 von dem Initiativkomitee für eine Eisenbahn Goldbach/Ramsei–Sumiswald–Huttwil, das für die Verbindung Bern–Worb–Sumiswald–Weier im Emmental–Huttwil, optional auch Ramsei–Wasen, eine Teilkonzession beantragte, um als erste Sektion die Trassierung Sumiswald–Huttwil vornehmen zu können. Aber erst am 16. April 1904 fand die erste Generalversammlung statt, die Aktionäre  konnten ein Aktienkapital von über 2 Mio. Franken aufbringen. Die Dorfgemeinschaft von Sumiswald war nicht einverstanden mit der Planung und forderte eine Streckenführung über das etwa 40 m höher auf einer Terrasse gelegene Dorf. Eine Expertenkommission entschied 1905 die Trassierung zuungunsten der Dörfler, empfahl jedoch: “Um auch den wirtschaftlichen Interessen des Dorfes Sumiswald besser entgegenzukommen, sollte versucht werden, die Abzweigung nach Wasen über Sumiswald zu führen.” Die November-Sitzung 1905 des Grossen Rates behandelte diesen Punkt abschliessend und erteilte die Genehmigung. Entgegen 1,2 Mio. Franken beteiligte sich der Kanton Bern jetzt mit 1,77 Mio. Franken an der Kapitalgesellschaft.

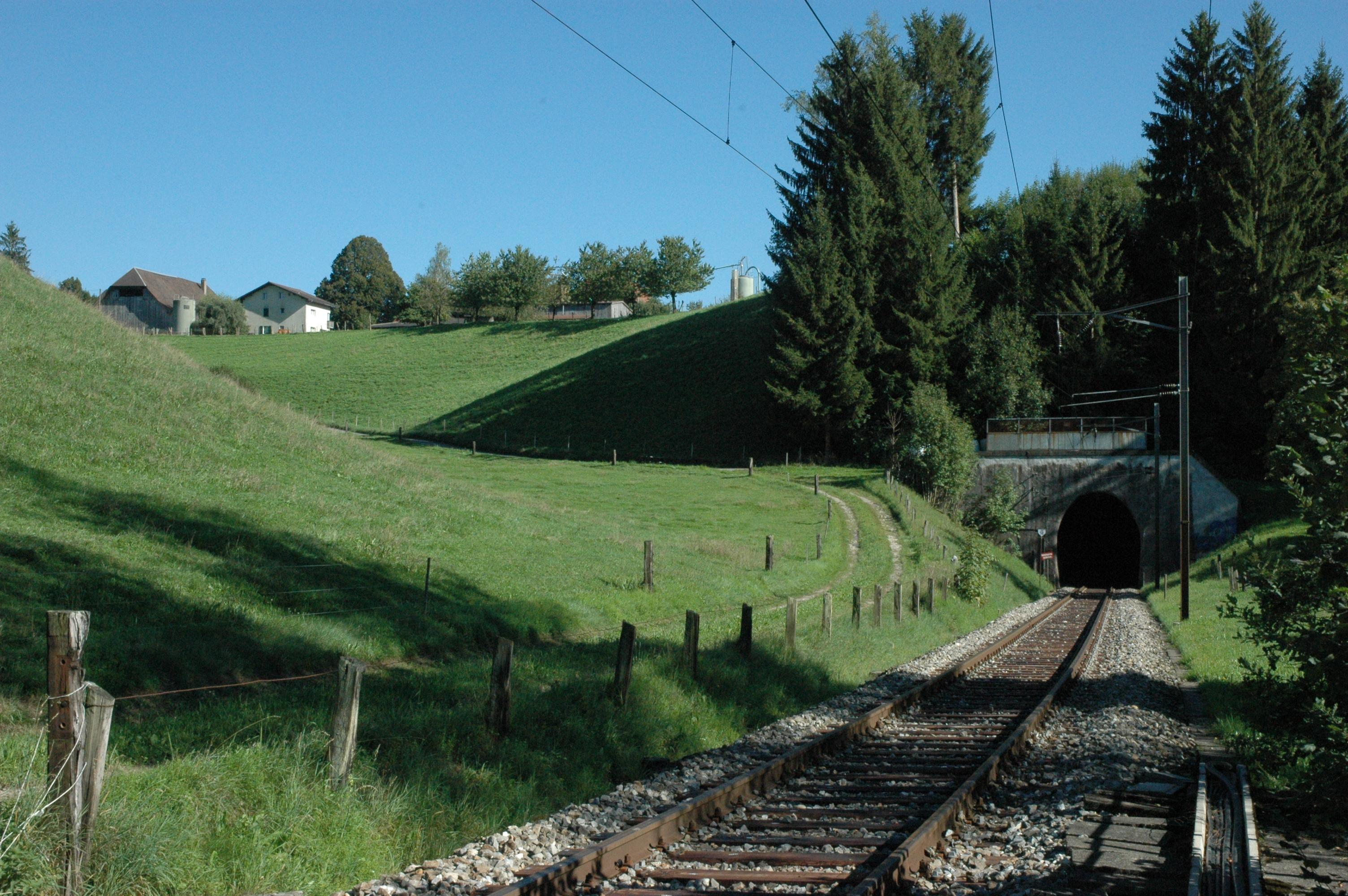
Tunnel unterhalb von Sumiswald;
oben auf der Terrasse sieht man die ersten Häuser des Dorfes.

Das grösste einzelne Bauprojekt war ein 210 Meter langer Tunnel nördlich von Sumiswald. Probleme gab es mit Hangrutschung beim Fuchsloch nahe Dürrenroth. Die sechs Bachquerungen wurden aufgrund der stark gestiegenen Metallpreise nicht wie geplant als Stahlkonstruktion ausgeführt, sondern mit Beton. Der Schotter kam von dem Steinbruch nahe der südlichen Tunnelmündung bei Sumiswald. Der Kostenvoranschlag von rund drei Millionen Schweizer Franken wurde am Ende um ungefähr 10 % unterschritten. 35 ha Land wurden überbaut. Landerwerb und Vermessung kosteten 1 Franken pro m² gegenüber etwa dem eineinhalbfachen bei der Langenthal-Huttwil-Bahn (LHB) und der Huttwil-Wolhusen-Bahn (HWB).

### Betrieb
Der Betrieb wurde seit der Eröffnung von der Langenthal-Huttwil-Bahn geführt. Es gelang aber nicht, die grossen Verkehrsströme anzuziehen. Sie litt im Gegenteil seit je unter der dünnen Besiedelung. Schon zwei Jahre nach der Eröffnung waren die Finanzen derart angespannt, dass der Betrieb rationalisiert werden musste. Zu diesem Zweck kaufte die Bahn zwei Dampftriebwagen, mit denen der Betrieb viel billiger abzuwickeln war als mit den bisherigen Dampflokomotiven, weil auf ihnen der Lokführer zugleich auch die Aufgaben des Heizers übernehmen konnte.
Von Anfang an fuhr die Gesellschaft keine Gewinne ein. Die Basler Nachrichten schrieben 1924: „Von allen bernischen Dekretsbahnen steht diese Bahn am schlimmsten da. Die Gewinn- und Verlustrechnung hat auf 31. Dezember 1923 mit einem Passivsaldo von 486 793 Fr. abgeschlossen gegen einen solchen von 499 693 Fr. im Vorjahr. … Seit geraumer Zeit sind Sanierungsbestrebungen im Gang. … Die Schuldbetreibungs- und Konkurskammer des Bundesgerichtes fand diese Sanierungsvorschläge als ungenügend. … Dem Bundesgericht erschiene es … als wenig wahrscheinlich, dass die Betriebsergebnisse zur Dotierung des Erneuerungsfonds hinreichen werden. Bei dieser Sachlage erweise die Sanierung der Gesellschaft sich als unmöglich … Aus den erwähnten Gründen hat das Bundesgericht dem Gesuch der Bahngesellschaft um Einberufung einer Obligationärversammlung nicht entsprochen.“

#### Betriebsergebnisse 1943
Mit dem 40. und letzten Geschäftsbericht wurden die folgenden „Transport-Quantitäten“ veröffentlicht:
| Verkaufte Billette    | Wagenklasse                 | Billette                    | Einnahmen   |
| --------------------- | --------------------------- | --------------------------- | ----------- |
| Einfache Fahrten      | 2. Klasse                   | 450 (0,15 %)                |             |
| Einfache Fahrten      | 3. Klasse                   | 51'650 (17,5 %)             | 23,2 %      |
| Hin- und Rückfahrten  | 2. Klasse                   | 1490 (0,5 %)                |             |
| Hin- und Rückfahrten  | 3. Klasse                   | 158'000 (53,6 %)            | 56,9 %      |
| Arbeiterabonnemente   | 3. Klasse                   | 23'000 (7,8 %)              | 1,9 %       |
| Gesellschaftsbillette | 3. Klasse                   | 21'000 (7,1 %)              | 4,6 %       |
| Total                 | 295'000 beförderte Personen | 295'000 beförderte Personen | 171'000 Fr. |

Güterverkehr
Im Güterverkehr wurden 12'000 Tiere, davon knapp die Hälfte Kälber und grosse Schweine sowie knapp 83'000 Tonnen sonstige Güter transportiert. Die Einnahmen für Tier- und sonstige Gütertransporte beliefen sich auf 17'500 beziehungsweise 203'600 Franken.

## Fahrzeugpark der ehemaligen RSHB
Die RSHB besass zur Zeit ihres Bestehens:

### Triebfahrzeuge
- 3 Dampflokomotiven Ed 3/4 21–23 (1908; aus der gleichen Serie wie die Ed 3/4 11, ex LHB, betriebsfähig erhalten beim VHE)[6]

- 2 Dampftriebwagen CFZm 1/3 31–32 (1912), gleiche Bauart wie CFZm 1/3 des Régional Saignelégier–Glovelier (RSG)[7]

### Personenwagen
- 1 Personenwagen 2./3. Klasse, 48 Sitzplätze, BC 1 (1908)
- 1 Personenwagen 1./2. Klasse, 40 Sitzplätze, BC 2 (1908)
- 1 Personenwagen 3. Klasse, 52 Sitzplätze, BC 11 (1908)
- 3 Personenwagen 2./3. Klasse, 48 Sitzplätze, C 21–23 (1908)

### Gepäckwagen
- 3 Gepäckwagen, 7 m Achsabstand, FZ 51–53 (1908), FZ51 1912 an HWB als F113

### Güterwagen
- 9 Gedeckte Güterwagen, 4 m Achsabstand, K2 401–409 (1908)
- 6 Gedeckte Güterwagen, 5 m Achsabstand, K2 301–306 (1908)
- 6 Hochbordwagen, 5 m Achsabstand, L4 501–506 (1908)
- 4 Niederbordwagen, 5 m Achsabstand, M4 601–606 (1908)

### Dienstwagen
- 3 Schotterwagen, S (1908)

## Weitere Entwicklung
Um für die Elektrifizierung Bundeshilfe zu erhalten, fusionierte 1944 die RSHB mit der Langenthal-Huttwil-Bahn (LHB) und der Huttwil-Wolhusen-Bahn (HWB) zu den Vereinigten Huttwil-Bahnen (VHB), welche 1945 zunächst den Streckenast nach Wasen und ein Jahr später die Strecke nach Huttwil elektrifizierten.
Die VHB stellen den Personenverkehr nach Wasen im Jahr 1994 auf Busbetrieb um. 2004 endete der durchgehende Personenverkehr auf der Strecke nach Huttwil. Aktuell wird der knapp fünf Kilometer lange Abschnitt Ramsei–Sumiswald-Grünen von der S44 bedient. Sie fährt ab Sumiswald-Grünen via Burgdorf nach Bern und von dort weiter durch das Gürbetal nach Thun. 2013 übernahm die Emmentalbahn GmbH (ETB) die Konzession für den Streckenabschnitt Sumiswald-Grünen–Huttwil und der Zweigstrecke Sumiswald-Grünen–Wasen, um eine Museumsbahn zu betreiben.